# Sebastião Barros
Sebastião Barros is een gemeente in de Braziliaanse deelstaat Piauí. De gemeente telt 4.270 inwoners (schatting 2009).